# Leuctra thomasi
Leuctra thomasi är en bäcksländeart som beskrevs av Peter Zwick och Vinçon 1993. Leuctra thomasi ingår i släktet Leuctra och familjen smalbäcksländor. Inga underarter finns listade i Catalogue of Life.